# 德国弗莱贝格圣殿
德国弗莱贝格圣殿是耶稣基督后期圣徒教会第33个开放的圣殿，位于德国萨克森州弗莱贝格。

## 历史
1955年瑞士伯尔尼圣殿奉献后，欧洲各地后期圣徒教会信徒前去举行仪式。1957年以后:98-100 东德政府限制该国的后期圣徒教会信徒—1970年约有5,000人—申请签证出国前往圣殿。1978年，东德政府出人意料地提议在国内建造一座圣殿。:104-105教会希望建在卡尔·马克思城，遭当局拒绝，于是改在20英里外的弗莱贝格:109-111。1982年10月，该教会宣布在东德修建圣殿。这是共产党国家的第一所圣殿。1983年4月23日开始动工 ，1985年6月29日到30日举行奉献仪式，早于1981年就宣布建造的德国法兰克福圣殿。
东德政府认为该教会与“美国保守主义的右翼...美国政府内部统治集团...和美国特工”有联系，在此派遣了间谍，监视每一次聚会。后来，东德寻求改善其国际形象，秘密警察停止了多年来的监视，因为发现这些信徒都是品行端正的良善公民，没有阴谋颠覆国家:125，进行窃听只是杞人忧天。